# Aurigeno

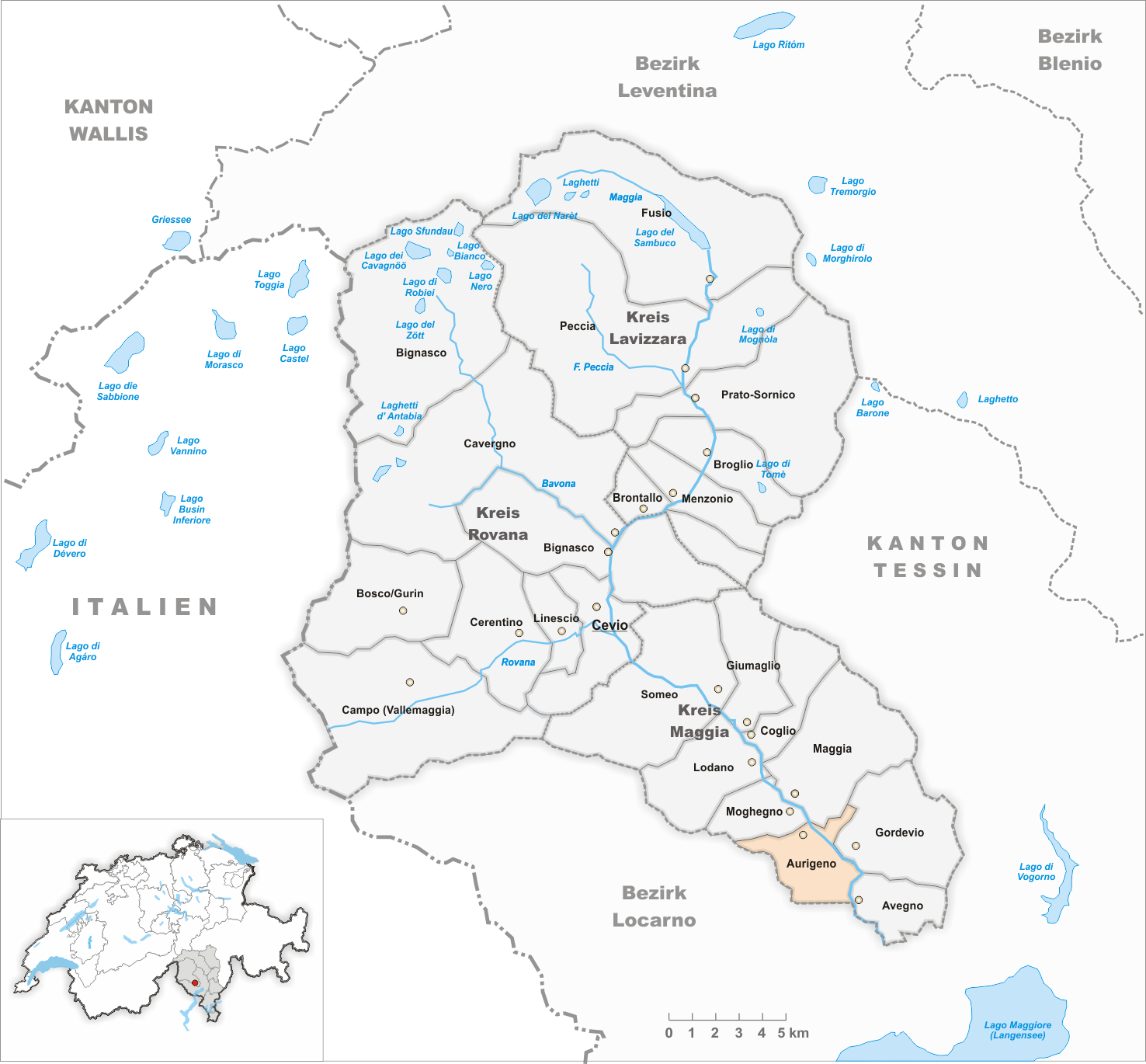
Gemeindestand vor der Fusion am 4. April 2004

Aurìgeno ist eine frühere politische Gemeinde im Kreis Maggia, im Bezirk Vallemaggia des Kantons Tessin in der Schweiz.

## Geographie
Der Ort liegt auf der rechten Seite des Flusses Maggia etwa 10 km nordwestlich von Locarno (Luftlinie) auf einer Höhe von 341 m ü. M. und ist heute Teil der am 4. April 2004 gegründeten Gemeinde Maggia.

## Geschichte
Zum Dorf gehören die Weiler «Terra di Fuori» und «Ronchini». Erstmals erwähnt 1276 als Urigeno. Im Ortsteil Ronchini auf der linken Seite des Flusses Maggia stehen viele Häuser aus dem 17. und 18. Jahrhundert. Zu sehen sind mehrere Zeugnisse der ländlichen Kultur.
Anfang des 15. Jahrhunderts nahm Aurigeno lebhaften Anteil an den Kämpfen, die das Maggiatal zerrissen; am 20. November 1404 wurde dann zwischen Aurigeno und den Gemeinden des Tals sowie Cevio und Bosco/Gurin ein Friedensvertrag unterzeichnet. Unter der schweizerischen Herrschaft (seit 1503) bezeichnete Aurigeno den Kanzler der Vogtei, wenn der Kanton Nidwalden den Vogt stellte; es sandte drei Abgeordnete in den Rat des untern Tals und ernannte der Reihe nach einen der sieben Richter, conjudices, die von den Gemeinden gewählt und damit beauftragt wurden, den Vogt in der Handhabung des Rechts zu unterstützen.
Aurigeno ist aber nach wie vor eine eigenständige Bürgergemeinde.

## Bevölkerung
Einwohnerzahlen: Volkszählungsdaten
Die Entwicklung ab 1970 ist auf die Nähe der Agglomeration Locarno zurückzuführen.

## Bilder

Luftbild (1954)
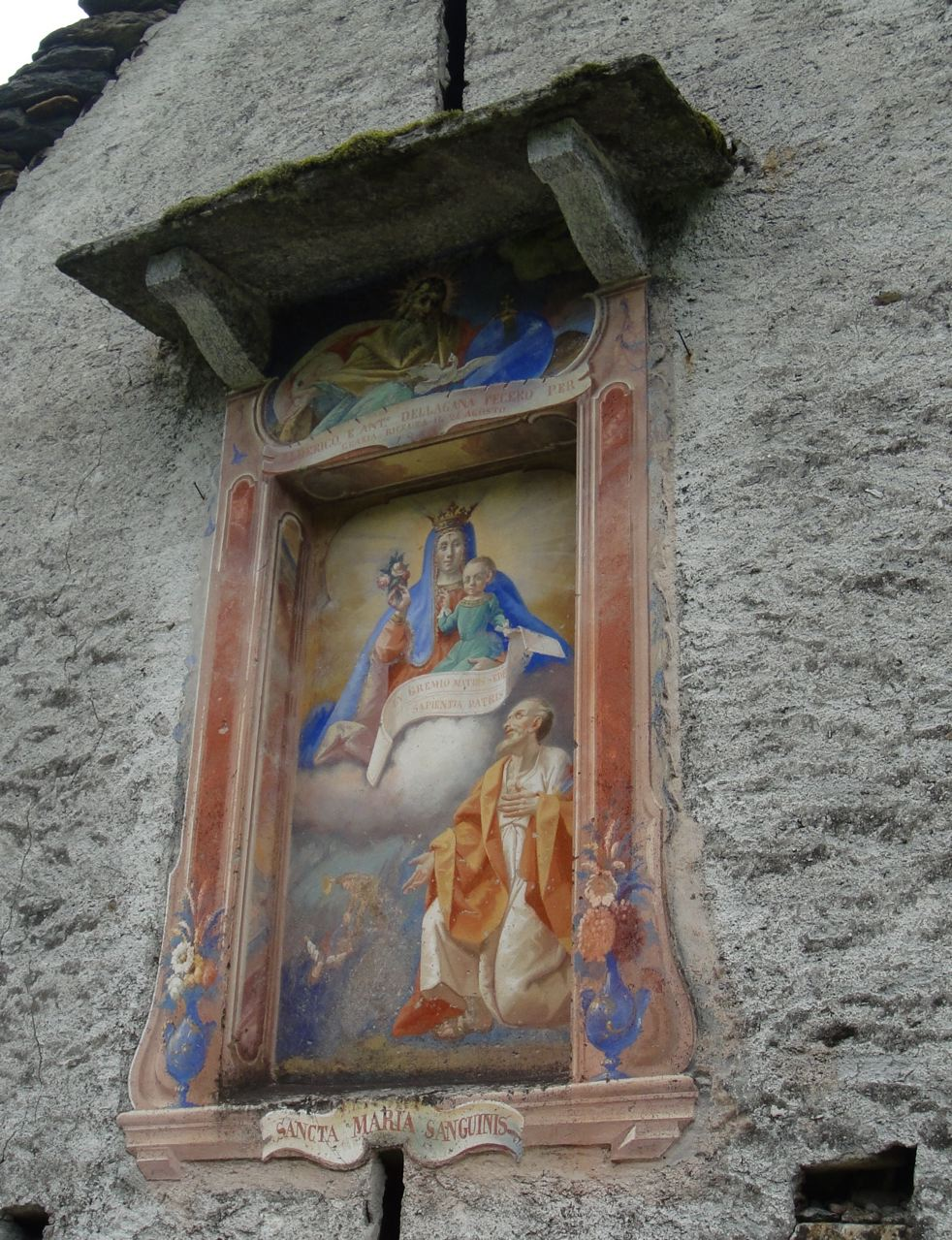
Fresko: Madonna di Re
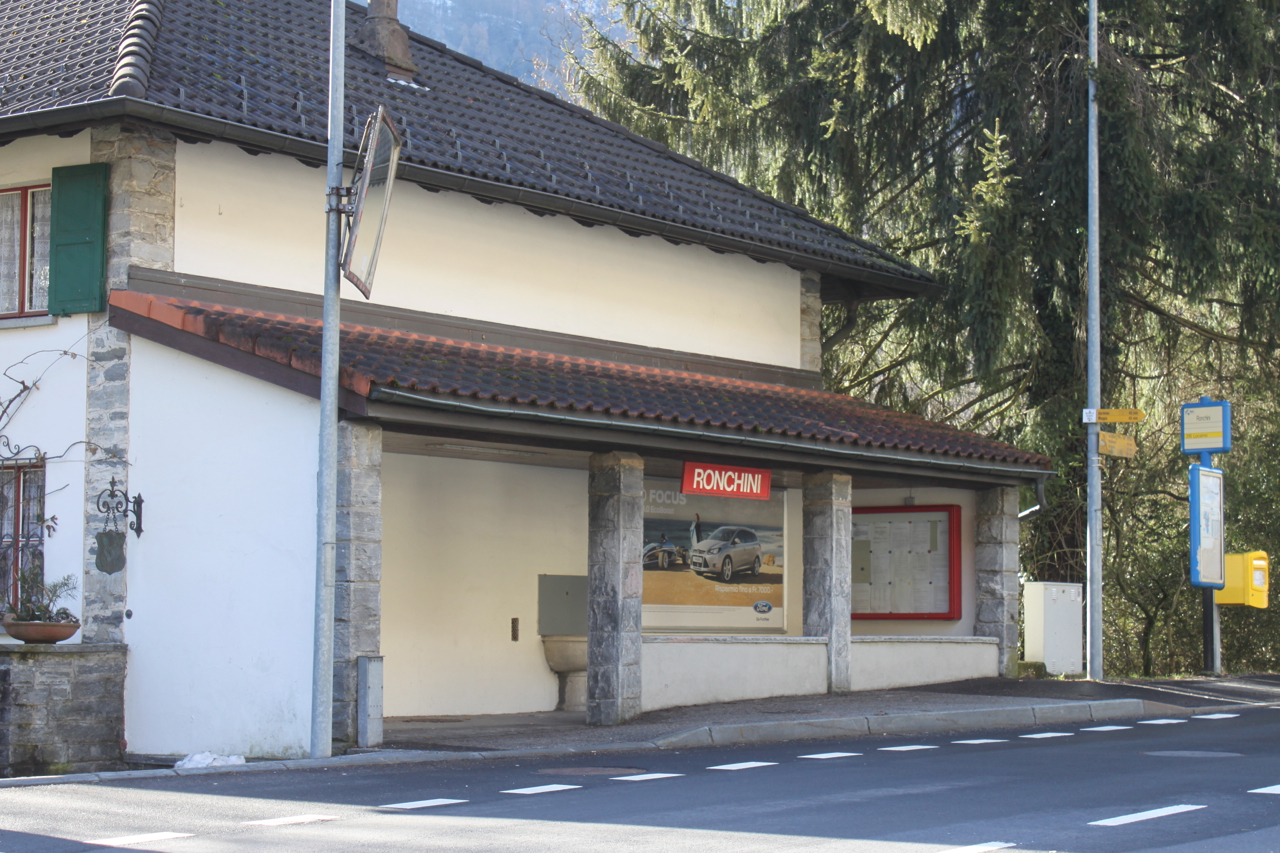
Ronchini Bushaltestelle

## Sehenswürdigkeiten
Das Dorfbild ist im Inventar der schützenswerten Ortsbilder der Schweiz (ISOS) als schützenswertes Ortsbild der Schweiz von nationaler Bedeutung eingestuft.
- Pfarrkirche San Bartolomeo, erstmals im 13. Jahrhundert erwähnt, renoviert 1761 und restauriert 1991[8][9]
- Oratorium Sant’Antonio Abate im Ortsteil Ronchini, erbaut am Ende des 15. Jahrhunderts, bewahrt spätgotische Fresken (1508)
- Bürgerhaus mit Fresko Sancta Maria Sanguinis oder Madonna di Re[8]
- Villa Parigina[8]
- Wohnhaus Barca im Ortsteil Terra di Fuori[8]
- Villa Hermitage im Ortsteil Ronchini[8]
- Wohnhaus von Patricia Highsmith[8]
- Mühle (1840), in Betrieb bis 1924[8]
- romanische Brücke über den Ri della Terra di Fuori[8]
- Schalenstein an der Grenze mit Avegno-Gordevio (480 m ü. M.)[10]

## Persönlichkeiten
- Giovanni Calzoni (* 1697 in Aurigeno; † nach 1727 ebenda), Priester und Theologe. Pfarrer von Aurigeno, 1727 Definitor der ersten der drei Kongregationen, in die das Vallemaggia früher geteilt war[11]

- Familie Vanoni
  - Giovanni Antonio Vanoni (* 14. März 1810 in Aurigeno; † 26. Oktober 1886 ebenda), Maler
  - Luigi Vanoni (* 11. April 1854 in Aurigeno; † 5. Juli 1940 ebenda), Bauingenieur, Obertelegrafendirektor in Bern[12]
  - Luigi Vanoni (* 21. Oktober 1876 in Aurigeno; † 7. November 1972 ebenda), Opernsänger[13]

- Patricia Highsmith (1921–1995), Schriftstellerin, lebte in Aurigeno.
- Pier Giacomo Grampa (* 1936), wurde 1975 Pfarrer von Moghegno und Aurigeno, ehemaliger Rektor von Collegio Papio in Ascona und ehemaliger Bischof des Bistums Lugano.